# 김포 대포서원
대포서원(大浦書院)은 대한민국 경기도 김포시 양촌읍 대포리에 있다. 1986년 3월 3일 김포시의 향토유적 제1호로 지정되었다.

## 개요
조선 전기의 대학자이며 문신인 양성지(梁誠之 1415∼1482) 선생의 공덕을 기리기 위하여 세운 사우(祠宇)이다. 
선생의 자는 순부(純夫), 호는 눌재(訥齋), 송파(松坡) 본관은 남원(南原), 구주(九疇)의 아들이다.  
세종 23년(1441) 식년문과(式年文科)에 급제한 이후 훈구파의 중진으로 집현전(集賢殿)에 들어가 고려사 개찬(改撰)에 참여했고 팔도지리지 동국지도 등을 찬진(撰進)했다. 
세조9년(1463) 홍문관의 설치를 건의하여 역대 서적을 보관케 했고 10조의 상소문을 올려 학문 발전을 꾀하도록 했다. 예종1년(1469) 지중추부사(知中樞府事), 홍문관제학, 지춘추관사(知春秋館事)를 겸직 세조실록, 예종실록 편찬에 참여했다. 
성종2년(1471) 좌리공신3등으로 남원군에 봉해진 후 대사헌(大司憲), 성종12년(1481) 홍문관 대제학으로 여지승람(與地勝覽) 편찬에 참여했고 지중추부사가 되었다.
일찍이 정조15년(1791) 정조께서 규장각(奎章閣)을 설치하고 그 제안자인 문양공(文襄公)의 공적을 치하하기 위한 서원건립을 하명, 출생지에 월곡서원(月谷書院)이 창건되었고 만년(晩年)을 지낸 통진(通津)에 서원 건립을 주선했으나 실현되지 못하였다.
1973년 양촌면 대포리에 있는 선생의 묘소밑에 사우를 창건하였다.
건물은 좌측에 현대식 강당 그 후면으로 3문과 사당이 있다.
사당은 원주를 세워 결구한 팔작지붕의 익공(翼工)건물로서 정문 8.3m, 측면 3.7m 규모이다.

## 같이 보기
- 양성지

## 참고 문헌
- 대포서원(大浦書院) - 한국서원연합회